# Siva (Vorname)
Siva  ist ein männlicher Vorname.

## Herkunft und Bedeutung
Siva ist ein tamilischer Vorname und wird nach der Hindu-Gottheit Shiva genannt.

## Varianten
- Sivan
- Sivam

## Namensträger
Träger des Namens sind unter anderem:
- Siva Vaidhyanathan (* 1966), Kulturhistoriker und Medienwissenschaftler
- Siva Selliah (1924–1997), sri-lankischer Jurist